# Moe Norman
Pour les articles homonymes, voir Norman.
Murray « Moe » Irwin Norman, né le 10 juillet 1929 à Kitchener (Ontario) et mort dans la même ville le 4 septembre 2004, est un golfeur professionnel canadien.

## Biographie
Moe Norman est né à Kitchener, en Ontario au Canada. Enfant timide et solitaire, il passe beaucoup de temps à s'entraîner au golf, développant un swing très inhabituel techniquement, mais reconnu pour sa précision et sa fiabilité.
Devenu golfeur professionnel en 1958, il a passé la quasi-intégralité de sa carrière sur les tours professionnels canadiens, et n'a fait qu'une très brève apparition sur le PGA Tour en 1959. Il a participé à deux tournois majeurs : les Masters 1956 (abandon après deux tours) et 1957 (cut manqué).
Moe Norman a été introduit au Canadian Golf Hall of Fame (en) en 1995.

## Palmarès[3]

### Amateur
- 1955  et 1956 : Canadian Amateur Champion

### Professionnel
- 1964 : CPGA Millar Trophy Champion
- 1966 : Canadian Professional Golfers Champion
- 1974 : Professional Golfers Champion
- 1980 – 1985 et 1987 : Canadian Professional Golfers Association Seniors Championship

### Tournois provinciaux
- 1958 : Ontario Open Champion
- 1963 : Saskatchewan Open Champion
- 1963 : Ontario Open Champion
- 1965 : Manitoba Open Champion
- 1966 : Alberta Open Champion
- 1966 : Manitoba Open Champion
- 1967 : Manitoba Open Champion
- 1968 : Saskatchewan Open Champion
- 1971 : Alberta Open Champion